# Double Live (альбом Гарта Брукса)
| Оценки критиков               | Оценки критиков |
| Источник                      | Оценка          |
| ----------------------------- | --------------- |
| AllMusic                      | [ 1 ]           |
| Entertainment Weekly          | B–              |
| The Rolling Stone Album Guide | [ 3 ]           |

Double Live — живой концертный двойной альбом американского кантри-певца Гарта Брукса, выпущенный 17 ноября 1998 года и достигший 1-го места в американском хит-параде Billboard 200. Диск стал десятым альбомом певца и седьмым для Брукса чарттоппером в США (где лидировал 5 недель). Состоял из двух дисков лучших хитов, записанных во время концертного тура 1998 года. В дебютную неделю альбом побил рекорд тиража (на то время), принадлежащий ранее диску Vs. (1993) группы Pearl Jam. Диск также стал самым успешным концертным альбомом в США со времени диска Frampton Comes Alive! (1976) Питера Фрэмптона. Альбом сертифицирован RIAA 21-кратно платиновым, став 6-м бестселлером в истории США. По данным Nielsen Soundscan тираж его превысил 10 млн копий. В списке лучших альбомов десятилетия 1990-х годов диск занял 50-е место.

## Список композиций

### Диск 1
1. «Callin' Baton Rouge» (Dennis Linde) — 2:58
2. «Two of a Kind, Workin' on a Full House» (Warren Haynes, Dennis Robbins, Bobby Boyd) — 2:44
3. «Shameless» (Billy Joel) — 3:55
4. «Papa Loved Mama» (Kim Williams, Garth Brooks) — 2:51
5. «The Thunder Rolls (The Long Version)» (Pat Alger, Brooks) — 4:48
6. «We Shall Be Free» (Stephanie Davis, Brooks) — 4:43
7. «Unanswered Prayers» (Alger, Larry Bastian, Brooks) — 3:41
8. «Standing Outside the Fire» (Jenny Yates, Brooks) — 3:43
9. «Longneck Bottle» (Rick Carnes, Steve Wariner) — 2:42
  - feat. Steve Wariner
10. «It’s Your Song» (Pam Wolfe, Benita Hill) — 4:18
11. «Much Too Young (To Feel This Damn Old)» (Randy Taylor, Brooks) — 3:12
12. «The River» (Victoria Shaw, Brooks) — 3:48
13. «Tearin' It Up (And Burnin' It Down)» (Kent Blazy, Williams, Brooks) — 3:56

### Диск 2
1. «Ain’t Goin' Down ('Til the Sun Comes Up)» (Williams, Blazy, Brooks) — 4:45
2. «Rodeo» (Bastian) — 3:44
3. «The Beaches of Cheyenne» (Dan Roberts, Bryan Kennedy, Brooks) — 3:51
4. «Two Piña Coladas» (Shawn Camp, Hill, Sandy Mason) — 4:38
5. «Wild as the Wind» (Pete Wasner, Charles John Quarto) — 4:13
  - feat. Trisha Yearwood
6. «To Make You Feel My Love» (Bob Dylan) — 3:17
7. «That Summer» (Alger, Sandy Mahl, Brooks) — 4:42
8. «American Honky-Tonk Bar Association» (Kennedy, Jim Rushing) — 4:05
9. «If Tomorrow Never Comes» (Blazy, Brooks) — 3:44
10. «The Fever» (Steven Tyler, Joe Perry, Kennedy, Roberts) — 3:40
11. «Friends in Low Places (The Long Version)» (Earl «Bud» Lee, DeWayne Blackwell) — 8:56
12. «The Dance» (Tony Arata) — 3:56

## Участники записи
| - Гарт Брукс — вокал, акустическая гитара - Susan Ashton — бэк-вокал - Bob Bailey — бэк-вокал - Bruce Bouton — гитара - Mark Casstevens — акустическая гитара - Stephanie Davis — акустическая гитара, бэк-вокал - Ty England — акустическая гитара - Béla Fleck — банджо - David Gant — клавишные - Vicki Hampton — бэк-вокал - Gordon Kennedy — электрогитара | - John Kinsch — электрогитара - Chris Leuzinger — электрогитара - Steve McClure — электрогитара - Terry McMillan — гармоника - Debbie Nims — акустическая гитара, бэк-вокал - Mike Palmer — ударные - Betsy Smittle — бас-гитара - Кит Урбан — электрогитара - Steve Wariner — акустическая гитара, бэк-вокал - Bobby Wood — клавишные - Йервуд, Триша — бэк-вокал |

## Позиции в чартах
В кантри-чарте Top Country Albums альбом стал 9-м лидером в карьере певца и был № 1 8 недель в декабре 1998 — январе 1999 года.

| Чарты (1998)                      | Высшая позиция |
| --------------------------------- | -------------- |
| Canadian RPM Top Albums           | 1              |
| Canadian RPM Country Albums       | 1              |
| U.S. Billboard 200                | 1              |
| U.S. Billboard Top Country Albums | 1              |

| Страна     | Продавец | Сертификации   | Продажи    |
| ---------- | -------- | -------------- | ---------- |
| Австралия  | ARIA     | золотой        | 35,000     |
| Канада     | CRIA     | 6x платиновый  | 600,000    |
| Норвегия   | IFPI     | золотой        | 15,000     |
| США        | RIAA     | 21x платиновый | 10,500,000 |
| World-Wide |          |                | 11,150,000 |

### Чарты десятилетия
| Чарт (1990—1999)   | Позиция |
| ------------------ | ------- |
| U.S. Billboard 200 | 50      |

### Синглы
Песня «It’s Your Song» была перезаписана в студии и вышла как сингл, достигнув #9 в конце 1998 года. Ещё два трека с альбома попали в эфирные чарты Billboard в 1998 году.
| Год  | Сингл                                     | Высшая позиция в чартах | Высшая позиция в чартах | Высшая позиция в чартах |
| Год  | Сингл                                     | US Country              | US                      | CAN Country             |
| ---- | ----------------------------------------- | ----------------------- | ----------------------- | ----------------------- |
| 1998 | «It’s Your Song»                          | 9                       | 62                      | 5                       |
| 1998 | «Tearin' It Up (And Burnin' It Down)»     | 63                      | —                       | —                       |
| 1998 | «Wild as the Wind» (with Trisha Yearwood) | 65                      | —                       | —                       |